# Antoine Borboux
Antoine Henri Thomas Joseph Borboux (né le 13 janvier 1863 à Verviers et décédé le 14 novembre 1919 à Uccle) est un homme politique wallon catholique.

## Biographie
Borboux fut diplômé docteur en droit (1899). Conseiller communal de Liège de 1895 à 1898, il fut élu député de l'arrondissement de Verviers pour le Parti Catholique de 1898 à 1919. Il fut secrétaire de l'assemblée de 1904 à 1919.